# Catolicisme per països

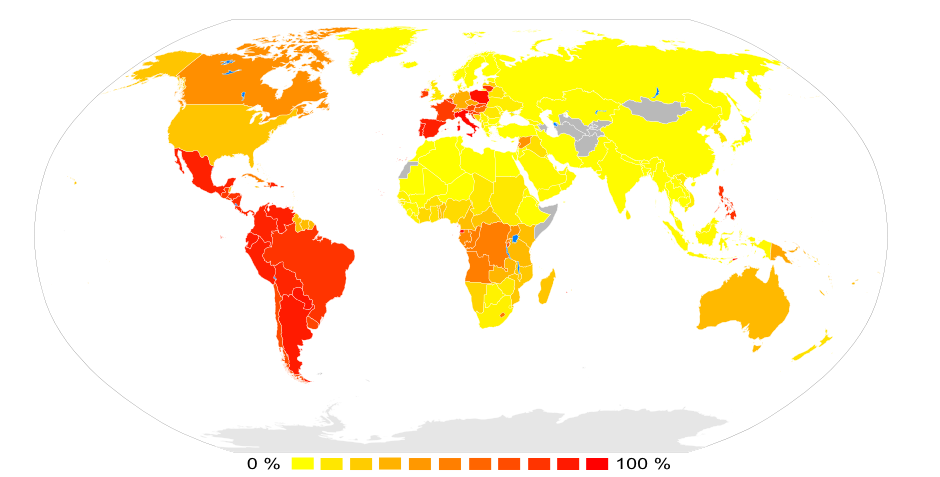
Catòlics com a percentatge de la població per països. Les zones en gris no presenten cap nombre de catòlics.

Es consideren països catòlics o de tradició catòlica els països que històricament i tradicional han tingut una quantitat predominant de seguidors de l'Església Catòlica Romana en el conjunt de la població. Itàlia és potser el més conegut, particularment des que es troba el Vaticà a la ciutat de Roma. D'altres països coneguts per la predominant població catòlica a Europa són França, Espanya, Portugal, Àustria, Eslovàquia, Lituània, Polònia, Irlanda, Croàcia, Eslovènia, Suïssa i Malta. A altres parts del món també hi ha altres països de majoria catòlica, com les Filipines a Àsia, o els països de l'Amèrica del Sud. A Àfrica aquesta religió també ha començat a formar part de la nova identitat d'alguns països com Angola, Nigèria, Uganda i Guinea Equatorial.
La proporció referent a la població catòlica de cada país del món s'ha agafat de l'Informe Internacional de Llibertat Religiosa del 2004 realitzat pel Departament d'Estat dels Estats Units. D'altres fonts emprades inclouen el catholic-hierarchy.org i el The World Factbook. La població total de cada país va prendre's de l'Oficina del Cens dels Estats Units (estimacions del 2005). S'ha de prendre en consideració que alguns dels percentatges expressats en aquest article només fan referència a la població adulta del país, i són emprades en la població total del país. També s'ha de tenir en compte que les xifres indiquen el nombre de persones batejades, per això pot incloure tant catòlics no practicants com no seguidors. Així com els seguidors no registrats no són comptats.

## Percentatges per països
Pitjant les fletxes que hi ha al costat dels noms de les capçaleres es poden ordenar les columnes,
| Regió                        | País                            | Població total | % de catòlics | Total de catòlics |
| ---------------------------- | ------------------------------- | -------------- | ------------- | ----------------- |
| Àsia central                 | Afganistan                      | 29.928.987     | 0,0003%       | 100               |
| Balcans                      | Albània                         | 3.020.000      | 10%           | 302.000           |
| Europa central               | Alemanya                        | 81.000.000     | 29,9          | 23.939.472        |
| Àfrica del Nord              | Algèria                         | 32.531.853     | 0,01%         | 3.000             |
| Europa del Sud               | Andorra                         | 70.000         | 88,5%         | 61,740            |
| Àfrica Austral               | Angola                          | 18.498.000     | 38%           | 7.029.240         |
| Carib                        | Anguilla                        | 14.108         | 5,7%          | 804               |
| Carib                        | Antigua i Barbuda               | 84.522         | 8,2%          | 6.930             |
| Orient Mitjà                 | Aràbia Saudita                  | 26.417.599     | 0,1%          | 26.417            |
| Amèrica del Sud              | Argentina                       | 41.660.000     | 71%           | 29.820.000        |
| Caucas                       | Armènia                         | 2,982,904      | 1%            | 29,829            |
| Carib                        | Aruba                           | 101.484        | 75,3%         | 76.464            |
| Oceania                      | Austràlia                       | 23.476.000     | 25,3%         | 5.939.000         |
| Europa central               | Àustria                         | 8.573.000      | 61,4%         | 5.265.577         |
| Caucas                       | Azerbaidjan                     | 8.581.400      | 0,03%         | 2.574             |
| Carib                        | Bahames                         | 330.000        | 12%           | 39.600            |
| Orient Mitjà                 | Bahrain                         | 800.000        | 8,9%          | 71.200            |
| Àsia meridional              | Bangladesh                      | 158.000.000    | 0,1%          | 158.600           |
| Carib                        | Barbados                        | 250.012        | 3,8%          | 9.500             |
| Europa Occidental            | Bèlgica                         | 11.200.000     | 58%           | 6.500.000         |
| Amèrica Central              | Belize                          | 334.000        | 40%           | 133.600           |
| Carib                        | Bermudes                        | 67.388         | 14,5%         | 9.771             |
| Àfrica Occidental            | Benín                           | 7.460.025      | 26,6%         | 1.984.366         |
| Àsia meridional              | Bhutan                          | 2.232.291      | 0,06%         | 1.339             |
| Europa de l'Est              | Belarús                         | 9.500.000      | 7,1%          | 674.500           |
| Amèrica del Sud              | Bolívia                         | 10.500.000     | 76%           | 7.980.000         |
| Balcans                      | Bòsnia i Hercegovina            | 4.025.476      | 9,6%          | 432.000           |
| Àfrica Austral               | Botswana                        | 1.640.115      | 4,9%          | 80.365            |
| Amèrica del Sud              | Brasil                          | 204.519.000    | 61%           | 124.756.590       |
| Àsia Sud-oriental            | Brunei                          | 372.361        | 5%            | 18.618            |
| Balcans                      | Bulgària                        | 7.450.349      | 0,5%          | 37.251            |
| Àfrica Occidental            | Burkina Faso                    | 13.925.313     | 17%           | 2.367.303         |
| Àfrica central               | Burundi                         | 6.370.609      | 62,1%         | 3.956.148         |
| Àsia Sud-oriental            | Cambodja                        | 13.607.069     | 0,1%          | 13.607            |
| Àfrica Occidental            | Camerun                         | 16.380.005     | 25,6%         | 4.193.281         |
| Amèrica del Nord             | Canadà                          | 35.770.000     | 38,7%         | 13.843.000        |
| Àfrica Occidental            | Cap Verd                        | 512.096        | 77,3%         | 395.850           |
| Europa del Sud               | Vaticà                          | 842            | 100%          | 842               |
| Amèrica del Sud              | Colòmbia                        | 47.551.232     | 75%           | 35.663.424        |
| Àfrica oriental              | Comores                         | 800.000        | 0,2%          | 1.600             |
| Àsia oriental                | Corea del Nord                  | 22.912.177     | 0,01%         | 2.291             |
| Àsia oriental                | Corea del Sud                   | 52.950.306     | 11,0%         | 5.813.770         |
| Àfrica Occidental            | Costa d'Ivori                   | 23.800.000     | 21,4%         | 5.093.000         |
| Amèrica Central              | Costa Rica                      | 4.770.000      | 62%           | 3.007.620         |
| Europa central               | Croàcia                         | 4.284.889      | 86,3%         | 3.697.859         |
| Amèrica del Nord             | Cuba                            | 11.163.934     | 45%           | 5.024.000         |
| Carib                        | Curaçao                         | 142.180        | 72,8%         | 103.507           |
| Europa del Nord              | Dinamarca                       | 5.630.000      | 0,7%          | 40.000            |
| Àfrica oriental              | Djibouti                        | 476.703        | 0,2%          | 953               |
| Carib                        | Dominica                        | 71.540         | 58,1%         | 41.564            |
| Àfrica del Nord              | Egipte                          | 77.505.756     | 0,1%          | 77.505            |
| Amèrica Central              | El Salvador                     | 6.704.932      | 46%           | 3.084.268         |
| Orient Mitjà                 | Emirats Àrabs Units             | 2.563.212      | 5%            | 128.160           |
| Amèrica del Sud              | Equador                         | 15.223.680     | 74%           | 11.265.000        |
| Àfrica oriental              | Eritrea                         | 4.561.599      | 3,3%          | 150.532           |
| Europa central               | Eslovàquia                      | 5.397.036      | 62%           | 3.347.277         |
| Europa central               | Eslovènia                       | 2.011.070      | 53,1%         | 1.068.000         |
| Europa del Sud               | Espanya                         | 47.000.000     | 69,6%         | 32.712.500        |
| Amèrica del Nord             | Estats Units                    | 320.000.000    | 20,8%         | 66.560.000        |
| Europa del Nord              | Estònia                         | 1.332.893      | 0,3%          | 3.998             |
| Àfrica oriental              | Etiòpia                         | 73.053.286     | 0,7%          | 584.426           |
| Oceania                      | Fiji                            | 893.354        | 9,1%          | 80.401            |
| Àsia Sud-oriental            | Filipines                       | 100.000.000    | 80,6%         | 80.600.000        |
| Europa del Nord              | Finlàndia                       | 5.451.270      | 0,1%          | 5.451             |
| Europa Occidental            | França                          | 66.600.000     | 41%           | 27.306.000        |
| Àfrica Occidental            | Gabon                           | 1.389.201      | 50%           | 694.600           |
| Àfrica Occidental            | Gàmbia                          | 1.593.256      | 2,1%          | 33.458            |
| Caucas                       | Geòrgia                         | 4.677.401      | 0,8%          | 84,193            |
| Àfrica Occidental            | Ghana                           | 21.029.853     | 12,9%         | 2.712.851         |
| Balcans                      | Grècia                          | 11.170.957     | 0,4%          | 44.683            |
| Carib                        | Grenada                         | 89.502         | 44,6%         | 39.917            |
| Carib                        | Guadalupe                       | 405.500        | 85,2%         | 235.710           |
| Oceania                      | Guam                            | 154.623        | 75%           | 115.967           |
| Amèrica Central              | Guatemala                       | 15.773.000     | 47%           | 7.500.000         |
| Àfrica Occidental            | Guinea                          | 9.467.866      | 2,6%          | 246.164           |
| Àfrica Occidental            | Guinea Bissau                   | 1.416.027      | 8,9%          | 126.026           |
| Àfrica central               | Guinea Equatorial               | 1.620.000      | 80,7%         | 1.410.000         |
| Amèrica del Sud              | Guyana                          | 765.283        | 8,1%          | 91.833            |
| Amèrica del Sud              | Guyana Francesa                 | 221.500        | 75%           | 166.500           |
| Carib                        | Haití                           | 10.000.000     | 54,7%         | 5.470.000         |
| Amèrica Central              | Honduras                        | 8.249.574      | 46%           | 3.794.804         |
| Europa central               | Hongria                         | 9.877.000      | 37,2%         | 3.674.244         |
| Orient Mitjà                 | Iemen                           | 20.727.063     | 0,02%         | 4.145             |
| Amèrica del Sud              | Illes Malvines                  | 3.000          | 10%           | 300               |
| Oceania                      | Illes Marshall                  | 62.000         | 8,4%          | 5.208             |
| Oceania                      | Illes Salomó                    | 523.000        | 19,6%         | 102.508           |
| Amèrica                      | Illes Turks i Caicos            | 22.352         | 11,4%         | 2.548             |
| Amèrica                      | Illes Verges Britàniques        | 24.041         | 9,5%          | 2.283             |
| Carib                        | Illes Verges Nord-americanes    | 109.840        | 34%           | 37.345            |
| Àsia meridional              | Índia                           | 1.270.000.000  | 0,9%          | 11.430.000        |
| Àsia Sud-oriental            | Indonèsia                       | 237.641.326    | 2,9%          | 6.891.598         |
| Orient Mitjà                 | Iran                            | 68.017.860     | 0,02%         | 13.603            |
| Orient Mitjà                 | Iraq                            | 26.074.906     | 0,4%          | 104.299           |
| Europa Occidental            | Irlanda                         | 4.581.269      | 83,6%         | 3.829.940         |
| Europa del Nord              | Islàndia                        | 319.575        | 3,2%          | 10.226            |
| Orient Mitjà                 | Israel                          | 7.746.000      | 1,2%          | 92.952            |
| Europa del Sud               | Itàlia                          | 60.800.000     | 78%           | 47.424.000        |
| Carib                        | Jamaica                         | 2.889.000      | 2%            | 57.780            |
| Àsia oriental                | Japó                            | 127.417.244    | 0,3%          | 382.251           |
| Orient Mitjà                 | Jordània                        | 5.759.732      | 0,4%          | 23.038            |
| Àsia central                 | Kazakhstan                      | 15.185.844     | 0,6%          | 91.115            |
| Àfrica oriental              | Kenya                           | 43.500.000     | 22,1%         | 9.613.500         |
| Àsia central                 | Kirguizstan                     | 5.146.281      | 0,1%          | 5.146             |
| Oceania                      | Kiribati                        | 98.000         | 55,8%         | 54.684            |
| Balcans                      | Kosovo                          | 1.794.984      | 2,2%          | 39.489            |
| Orient Mitjà                 | Kuwait                          | 2.335.648      | 6,1%          | 142.474           |
| Àsia Sud-oriental            | Laos                            | 6.217.141      | 0,5%          | 31.085            |
| Àfrica Austral               | Lesotho                         | 2.067.000      | 20%           | 413.400           |
| Europa del Nord              | Letònia                         | 2.290.237      | 0,4%          | 9.160             |
| Orient Mitjà                 | Líban                           | 4.800.000      | 28,8%         | 1.382.400         |
| Àfrica Occidental            | Libèria                         | 3.482.211      | 5,4%          | 188.039           |
| Àfrica del Nord              | Líbia                           | 5.765.563      | 0,7%          | 40.358            |
| Europa central               | Liechtenstein                   | 33.863         | 75,9%         | 25.702            |
| Europa del Nord              | Lituània                        | 3.596.617      | 77,2%         | 2.776.588         |
| Europa central               | Luxemburg                       | 538.000        | 65,9%         | 354.542           |
| Balcans                      | Macedònia del Nord              | 2.038.514      | 0,2%          | 4.077             |
| Àfrica Austral               | Madagascar                      | 18.040.341     | 24%           | 4.331.485         |
| Àsia Sud-oriental            | Malàisia                        | 23.953.136     | 3,3%          | 790.453           |
| Àfrica Austral               | Malawi                          | 12.158.924     | 19,5%         | 2.370.990         |
| Àsia meridional              | Maldives                        | 349.106        | 0,02%         | 80                |
| Àfrica Occidental            | Mali                            | 12.291.529     | 1,5%          | 189.289           |
| Europa del Sud               | República de Malta              | 400.214        | 90%           | 360.192           |
| Àfrica del Nord              | Marroc                          | 32.725.847     | 0,07%         | 22.908            |
| Carib                        | Martinica                       | 390.000        | 80%           | 312.000           |
| Àfrica Austral               | Maurici                         | 1.230.602      | 23,6%         | 290.422           |
| Àfrica del Nord              | Mauritània                      | 3.086.859      | 0,1%          | 3.086             |
| Amèrica del Nord             | Mèxic                           | 121.006.000    | 81%           | 98.014.860        |
| Àfrica Austral               | Moçambic                        | 19.406.703     | 28,4%         | 4.618.795         |
| Europa de l'Est              | Moldàvia                        | 4.455.421      | 0,46%         | 20.494            |
| Europa del Sud               | Mònaco                          | 36.371         | 82,3%         | 29.933            |
| Àsia central                 | Mongòlia                        | 2.791.272      | 0,04%         | 1.116             |
| Carib                        | Montserrat                      | 5.079          | 11,6%         | 589               |
| Àsia Sud-oriental            | Myanmar                         | 42.909.464     | 1%            | 429.094           |
| Àfrica Austral               | Namíbia                         | 2.030.692      | 16,9%         | 343.232           |
| Àsia meridional              | Nepal                           | 27.676.547     | 0,03%         | 8.302             |
| Amèrica Central              | Nicaragua                       | 6.000.000      | 50%           | 3.000.000         |
| Àfrica Occidental            | Níger                           | 11.665.937     | 0,1%          | 11.665            |
| Àfrica Occidental            | Nigèria                         | 185.000.000    | 12,5%         | 23.125.000        |
| Europa del Nord              | Noruega                         | 5.060.000      | 1,8%          | 91.080            |
| Oceania                      | Nova Caledònia                  | 249.000        | 50,8%         | 126.492           |
| Oceania                      | Nova Zelanda                    | 4.500.000      | 11,1%         | 499.500           |
| Orient Mitjà                 | Oman                            | 3.001.583      | 0,1%          | 3.001             |
| Europa Occidental            | Països Baixos                   | 16.850.00      | 23,7%         | 3.993.450         |
| Àsia meridional              | Pakistan                        | 190.000.000    | 0,5%          | 950.000           |
| Oceania                      | República de Palau              | 19.949         | 41,6%         | 8.299             |
| Orient Mitjà                 | Palestina                       | 3.761.904      | 0,6%          | 22.571            |
| Amèrica Central              | Panamà                          | 3.339.150      | 70%           | 2.400.000         |
| Oceania                      | Papua Nova Guinea               | 7.000.000      | 27%           | 1.890.000         |
| Amèrica del Sud              | Paraguai                        | 6.800.000      | 88%           | 5.984.000         |
| Amèrica del Sud              | Perú                            | 30.500.000     | 76%           | 23.100.000        |
| Europa central               | Polònia                         | 38.501.000     | 86,7%         | 33.379.500        |
| Europa del Sud               | Portugal                        | 10.500.000     | 81%           | 8.505.000         |
| Carib                        | Puerto Rico                     | 3.600.000      | 56%           | 2.016.000         |
| Orient Mitjà                 | Qatar                           | 863.051        | 5,8%          | 50.000            |
| Europa Occidental            | Regne Unit                      | 63.110.000     | 9%            | 5.700.000         |
| Àfrica central               | República Centreafricana        | 3.799.897      | 25%           | 949.974           |
| Àfrica central               | República del Congo             | 3.686.000      | 33,1%         | 1.220.066         |
| Àfrica central               | República Democràtica del Congo | 71.712.867     | 47,3%         | 35.856.434        |
| Carib                        | República Dominicana            | 10.400.000     | 57%           | 5.928.000         |
| Europa central               | República Txeca                 | 10.500.000     | 10,2%         | 1.083.879         |
| Balcans                      | Romania                         | 22.329.977     | 4,3%          | 960.189           |
| Europa de l'Est              | Rússia                          | 143.420.309    | 0,5%          | 760.127           |
| Àfrica oriental              | Ruanda                          | 11.000.000     | 43,7%         | 4.807.000         |
| Àfrica del Nord              | Sàhara Occidental               | 273.008        | 0,06%         | 163               |
| Carib                        | Saint Lucia                     | 165.600        | 61,5%         | 101.844           |
| Oceania                      | Samoa                           | 179.000        | 19,4%         | 34.726            |
| Europa del Sud               | San Marino                      | 32.500         | 90,5%         | 29.412            |
| Carib                        | Saint Vincent i les Grenadines  | 104.938        | 13%           | 13.641            |
| Àfrica Occidental            | São Tomé i Príncipe             | 163.000        | 55,7%         | 90.791            |
| Àfrica Occidental            | Senegal                         | 11.126.832     | 3,5%          | 389.439           |
| Balcans                      | Sèrbia                          | 7.120.600      | 5%            | 356.030           |
| Àfrica oriental              | Seychelles                      | 81.188         | 76,2%         | 61.865            |
| Àfrica Occidental            | Sierra Leone                    | 6.017.643      | 2,9%          | 174.511           |
| Àsia Sud-oriental            | Singapur                        | 4.425.720      | 4,8%          | 165.964           |
| Carib                        | Sint Maarten                    | 4.425.720      | 38%           | 165.964           |
| Orient Mitjà                 | Síria                           | 18.448.752     | 2%            | 368.975           |
| Àfrica oriental              | Somàlia                         | 8.591.629      | 0,001%        | 100               |
| Àsia meridional              | Sri Lanka                       | 20.624.000     | 6,1%          | 1.237.000         |
| Àfrica Austral               | Sud-àfrica                      | 44.344.136     | 6,4%          | 2.838.024         |
| Àfrica del Nord              | Sudan                           | 37.960.000     | 1%            | 379.600           |
| Àfrica Austral               | Sudan del Sud                   | 11.300.000     | 30%           | 3.390.000         |
| Europa del Nord/Escandinàvia | Suècia                          | 9.600.000      | 1,2%          | 115.200           |
| Europa central               | Suïssa                          | 8.200.000      | 38%           | 3.116.000         |
| Amèrica del Sud              | Surinam                         | 438.144        | 21,6%         | 78.865            |
| Àfrica Austral               | Swazilàndia                     | 1.173.900      | 4,9%          | 57.521            |
| Àsia central                 | Tadjikistan                     | 7.163.506      | 0,1%          | 7.163             |
| Àsia Sud-oriental            | Tailàndia                       | 65.444.371     | 0,3%          | 196.333           |
| Àsia oriental                | Taiwan                          | 22.894.384     | 1,3%          | 297.626           |
| Àfrica oriental              | Tanzània                        | 44.929.002     | 15%           | 6.739.350         |
| Àsia Sud-oriental            | Timor Oriental                  | 1.054.000      | 96,9%         | 1.021.000         |
| Àfrica Occidental            | Togo                            | 5.681.519      | 26,4%         | 1.499.921         |
| Oceania                      | Tonga                           | 102.000        | 15,6%         | 15.912            |
| Amèrica del Sud              | Trinitat i Tobago               | 1.330.000      | 21,6%         | 286.000           |
| Àfrica del Nord              | Tunísia                         | 11.000.000     | 0,1%          | 11.000            |
| Orient Mitjà                 | Turquia                         | 77.700.000     | 0,05%         | 38.850            |
| Àsia central                 | Turkmenistan                    | 4.750.00       | 0,01%         | 500               |
| Àfrica central               | Txad                            | 9.826.419      | 20,1%         | 880.447           |
| Europa de l'Est              | Ucraïna                         | 46.481.000     | 2,2%          | 1.022.582         |
| Àfrica oriental              | Uganda                          | 35.873.253     | 41,9%         | 15.030.893        |
| Amèrica del Sud              | Uruguai                         | 3.415.920      | 41%           | 1.400.527         |
| Àsia central                 | Uzbekistan                      | 26.851.195     | 0,01%         | 2.685             |
| Oceania                      | Vanuatu                         | 243.304        | 12,4%         | 30.169            |
| Amèrica del Sud              | Veneçuela                       | 30.400.000     | 73%           | 22.192.000        |
| Àsia Sud-oriental            | Vietnam                         | 83.535.576     | 6,4%          | 5.346.276         |
| Amèrica del Sud              | Xile                            | 18.000.000     | 55%           | 9.900.000         |
| Àsia oriental                | Xina                            | 1.306.313.812  | 0,7%          | 9.144.196         |
| Orient Mitjà                 | Xipre                           | 780.133        | 1,2%          | 9.361             |
| Àfrica Austral               | Zàmbia                          | 14.300.000     | 20,2%         | 3.003.000         |
| Àfrica Austral               | Zimbabwe                        | 12.746.990     | 7,7%          | 982.792           |
| Total                        | Total                           | 7.350.000.000  | 14,9%         | 1.100.000.000     |

## Percentatges per regions

### A Àfrica
| Regió             | Població total | Catòlics    | % de catòlics | % del total de catòlics |
| ----------------- | -------------- | ----------- | ------------- | ----------------------- |
| Àfrica central    | 83.121.055     | 37.346.660  | 44,93%        | 3,666%                  |
| Àfrica oriental   | 193.741.900    | 35.835.832  | 18,497%       | 3,517%                  |
| Àfrica del Nord   | 202.151.323    | 2.369.490   | 1,172%        | 0,233%                  |
| Àfrica Austral    | 137.092.019    | 24.846.069  | 18,124%       | 2,439%                  |
| Àfrica Occidental | 268.997.245    | 36.152.847  | 13,44%        | 3,548%                  |
| Total             | 885.103.542    | 136.550.898 | 15,428%       | 13,402%                 |

### A Àsia
| Regió             | Població total | Catòlics    | % de catòlics | % total de catòlics |
| ----------------- | -------------- | ----------- | ------------- | ------------------- |
| Àsia central      | 92.019.166     | 198.986     | 0,216%        | 0,02%               |
| Àsia de l'Est     | 1.527.960.261  | 13.830.831  | 0,905%        | 1,357%              |
| Orient Mitjà      | 274.775.527    | 2.035.133   | 0,741%        | 0,2%                |
| Subcontinent indi | 1.437.326.682  | 20.107.050  | 1,399%        | 1,973%              |
| Àsia Sud-oriental | 571.337.070    | 86.789.279  | 15,191%       | 8,518%              |
| Total             | 3.903.418.706  | 122.961.279 | 3,15%         | 12,069%             |

### A Europa
| Regió             | Població total | Catòlics    | % de catòlics | % total de catòlics |
| ----------------- | -------------- | ----------- | ------------- | ------------------- |
| Balcans           | 65.407.609     | 6.612.175   | 10,109%       | 0,649%              |
| Europa central    | 74.510.241     | 51.457.684  | 69,061%       | 5,051%              |
| Europa Oriental   | 212.821.296    | 9.505.200   | 4,466%        | 0,933%              |
| Europa Occidental | 375.832.557    | 168.622.083 | 44,866%       | 16,55%              |
| Total             | 728.571.703    | 236.197.142 | 32,419%       | 23,183%             |

### A Amèrica
| Regió            | Població total | Catòlics    | % de catòlics | % total de catòlics |
| ---------------- | -------------- | ----------- | ------------- | ------------------- |
| Antilles         | 23.809.622     | 14.102.041  | 59,228%       | 1,384%              |
| Amèrica Central  | 42.223.849     | 26.684.151  | 63,197%       | 2,619%              |
| Amèrica del Nord | 446.088.748    | 189.561.596 | 42,494%       | 18,605%             |
| Amèrica del Sud  | 371.075.531    | 285.157.458 | 76,846%       | 27,988%             |
| Total            | 883.197.750    | 515.505.246 | 58,368%       | 50,596%             |

### A Oceania
| Regió   | Població total | Catòlics  | % de catòlics | % total de catòlics |
| ------- | -------------- | --------- | ------------- | ------------------- |
| Oceania | 30.564.520     | 7.642.673 | 25,005%       | 0,75%               |